# PTC Creo
PTC Creo est un logiciel de CAO intégré, c’est-à-dire comportant à la fois des modules de conception pure mais aussi la possibilité d'effectuer des calculs de dimensionnement, des animations cinématiques, d'intégrer des circuits hydrauliques ou électriques, de concevoir la partie fabrication. Il est développé par la société Parametric Technology Corporation, et succède à Pro/ENGINEER, du même auteur.
Pro/ENGINEER est à l'origine de la conception paramétrique et fonctionnelle ainsi que de l'associativité entre les modèles : Chaque opération (ou fonction) est définie par un comportement mécanique et des paramètres (longueurs, angles…) qui peuvent être modifiés facilement. En cas de modification de ces paramètres, la géométrie du modèle est automatiquement recalculée et tous les documents associées sont instantanément mis à jour : mises en plan, assemblages, outillages ...

## Histoire
- 1989 - Première version de Pro/ENGINEER par PTC
- 2003 - Sortie de Pro/ENGINEER Wildfire par PTC (en version 1.0)
- 2006 - Lien bidirectionnel entre Mathcad et Pro/ENGINEER (Septembre)
- 2008 - Sortie de Pro/ENGINEER Wildfire 4.0
- 2009 - Sortie de Pro/ENGINEER Wildfire 5.0
- 2011 - Sortie de Creo 1.0
- 2012 - Sortie de Creo 2.0
- 2014 - Sortie de Creo 3.0
- 2017 - Sortie de Creo 4.0
- 2018 - Sortie de Creo 5.0
- 2019 - Sortie de Creo 6.0
- 2020 - Sortie de Creo 7.0
- 2021 - Sortie de Creo 8.0
- 2022 - Sortie de Creo 9.0
- 2023 - Sortie de Creo 10.0

## Modules
(mars 2013).
Creo Parametric (anciennement Pro/ENGINEER) est un logiciel de CFAO/Simulation modulaire et évolutif. La brique de base est le package Creo Parametric (anciennement Foundation XE) qui contient de quoi répondre aux besoins généraux de la mécanique, à laquelle peuvent être ajoutés de nombreux modules métiers dans des domaines tels que : la modélisation et la conception, l'automatisation, la gestion de très grands ensembles, l'usinage, l'outillage, la simulation mécanique avancée ... L'avantage de cette approche est de ne pas avoir à changer de logiciel en cas d'évolution des besoins, et donc de conserver les données existantes et un environnement de travail connu.
Chaque module peut être ajouté au package de base à n'importe quel moment, sans perte de données, lorsque l'entreprise en ressent le besoin. Ceux qui ont déjà vécu les interfaçages permanents entre différents logiciels complémentaires apprécieront.

### Package Foundation XE contient
- Pro/FEATURE : conception fonctionnelle et paramétrée
- Pro/ASSEMBLY : assemblage des composants
- Pro/ASSEMBLY_Performance : outils de gestion des grands assemblages
- Pro/SHEETMETAL_Design : conception de pièces en tôle
- Pro/SURFACE : conception surfacique paramétrée
- Pro/DETAIL : mise en plan & habillage 2D
- Pro/ECAD : Interface avec la CAO électronique
- Pro/INTERFACE : diverses interfaces, IGES, STEP, Parasolid, ACIS, DXF ...
- Pro/LEGACY : travail sur les données importées
- Pro/PHOTORENDER : imagerie photo-réaliste
- Pro/PROGRAM (en mode PART) : automatisation des conceptions
- Pro/WELDING : création des soudures
- Pro/REPORT : nomenclatures / rapports automatiques
- Pro/PLOT : impression
- Pro/LIBRARY_ACCESS : gestion des bibliothèques
- Mechanism_Design : simulation cinématique des mécanismes
- Design_Animation : animation (séquences de montage par exemple)
- Import_Data_Doctor : Réparation des données importées
- ModelCHECK : Contrôle de la qualité des modèles et des règles de conception

Et à partir de Pro/E Wildfire 5.0 :
- Pro/Mechanica Lite : Simulation mécanique
- Pro/Manikin Lite : Etudes d'ergonomie
- Expert Machinist Lite : Fraisage 2 axes 1/2, perçage

## Concurrents
Dassault Systèmes est l'éditeur de SolidWorks pour le milieu de gamme mais également de CATIA pour le Haut de gamme[réf. nécessaire].
Les différents concurrents sont :
Haut-de-gamme
- CATIA de l'éditeur Dassault Systèmes
- NX de l'éditeur Siemens (appartenait anciennement à UGS)

Milieu-de-gamme
- SolidWorks de l'éditeur Dassault Systèmes
- TopSolid de l'éditeur TopSolid SAS
- Inventor de l'éditeur Autodesk
- Solid Edge de l'éditeur Siemens

Entrée-de-gamme
- SpaceClaim de l'éditeur SpaceClaim